# Abby Dalton
Abby Dalton (* 15. August 1932 in Las Vegas, Nevada als Marlene Wasden; † 23. November 2020 in Los Angeles, Kalifornien) war eine US-amerikanische Schauspielerin.

## Leben
Dalton verbrachte ihre Kindheit zunächst in Los Angeles, dann zog ihre Familie nach Panama, wo sie drei Jahre lang lebte. Schon im Teenager-Alter nahm sie Tanzunterricht und arbeitete nebenbei als Mannequin und Schauspielerin. Während einer Bühnenshow in einem Nachtclub wurde sie schließlich auch für den Film entdeckt. Zwischen 1959 und 1962 spielte sie an der Seite von Jackie Cooper die Rolle der Lt. Martha Hale in der mehrfach für den Emmy nominierten Serie Hennesey. Bekanntheit beim internationalen Fernsehpublikum erlangte sie in der Rolle der Julia Cumson in der Fernsehserie Falcon Crest von 1981 bis 1986. Außerdem hatte sie Gastrollen in verschiedenen Fernsehserien, darunter Mord ist ihr Hobby, Love Boat oder Hotel.
Dalton war mit dem Computerhändler Jack Smith verheiratet. Aus der Verbindung gingen drei Kinder hervor. Ihre Tochter Kathleen Kinmont ist ebenfalls als Schauspielerin tätig und war mit Lorenzo Lamas verheiratet, der in der Serie Falcon Crest Daltons Sohn Lance gespielt hatte. Sie lebte mit ihrem Mann in Encino, Kalifornien. Im November 2020 starb Dalton im Alter von 88 Jahren nach längerer Krankheit.

## Filmografie (Auswahl)

### Film
- 1958: Asphalt-Hyänen (Girls on the Loose)
- 1958: Die Draufgänger von San Fernando (Cole Younger, Gunfighter)
- 1966: Tausend Gewehre für Golden Hill (The Plainsman)
- 1977: Ferien mit einem Wal (A Whale of a Tale)
- 1998: Mein treuer Freund Buck (Buck e il braccialetto magico)

### Fernsehen
- 1958: Have Gun – Will Travel
- 1958: Westlich von Santa Fé (The Rifleman)
- 1959: Tausend Meilen Staub (Rawhide)
- 1959: Maverick
- 1959: Sugarfoot
- 1959–1962: Hennesey
- 1962: Hawaiian Eye
- 1976: Die Waltons (The Waltons)
- 1981–1986: Falcon Crest
- 1983: Hotel
- 1983: Love Boat (The Love Boat)
- 1986: Hardcastle & McCormick
- 1986: Mord ist ihr Hobby (Murder, She Wrote)
- 1995: Schatten der Leidenschaft (The Young and the Restless)

## Auszeichnungen
- 1961: Emmy-Nominierung für Hennesey